# Habitatge al raval de Sant Pere, 23 (Reus)
L'Habitatge al raval de sant Pere, 23, és un edifici del municipi de Reus (Baix Camp) inclòs a l'Inventari del Patrimoni Arquitectònic de Catalunya com a Bé Cultural d'Interès Local.

## Descripció
És un edifici que consta de planta baixa i quate pisos superiors. Tota la façana està arrebossada imitant la maçoneria. Destaca el gran nombre d'obertures, dues per planta. Totes són balcons suportats per mènsules estriades, el de la primera planta corregut, amb baranes de ferro forjat que presenten motius ondulants. Les obertures estan ornamentades amb motllures a manera de marc, amb relleus florals a les llindes i al centre, cartel·les buides. L'edifici remata amb un balcó balustrat que ens impedeix de veure la coberta.